# ハルゼー (ミサイル巡洋艦)
| USS Halsey (DLG-23) | |
| 艦歴                | |
| 発注:               | |
| 起工:               | |
| 進水:               | 1962年1月15日 |
| 就役:               | 1963年7月20日 |
| 退役:               | 1994年1月28日 |
| その後:             | 2003年にスクラップとして廃棄 |
| 除籍:               | 1994年1月28日 |
| 性能諸元            | |
| 排水量:             | 7,903トン |
| 全長:               | 533 ft |
| 全幅:               | 53 ft |
| 吃水:               | 24 ft 6 in |
| 機関:               | ギヤード蒸気タービン2基2軸 4缶、85,000 shp                                                                                                 |
| 最大速:             | 34ノット |
| 航続距離:           | |
| 兵員:               | 士官、兵員400名 |
| 兵装:               | スタンダードER SAM連装発射機 2基 アスロックSUM8連装発射機 1基 ハープーンSSM4連装発射機 2基 ファランクスCIWS 2基 324mm3連装短魚雷発射管 2基 |
| 航空機:             | |
| モットー:           | |

ハルゼー(USS Halsey, DLG/CG-23)は、アメリカ海軍のミサイル巡洋艦。リーヒ級ミサイル巡洋艦の8番艦。艦名はウィリアム・ハルゼー海軍元帥に因んで命名された。

## 艦歴
ハルゼーは1962年1月15日にサンフランシスコ海軍造船所で、ハルゼー提督の孫娘、マーガレット・デンハムおよびジェーン・ハルゼーによって命名、進水した。1963年7月20日にH・H・アンダーソン艦長の指揮下就役する。就役式典ではチェスター・ニミッツ海軍元帥がハルゼー提督の経歴を賞賛した。
ハルゼーは1963年11月25日にサンフランシスコを出航し、対潜水艦戦装備および音響探索装置の試験を12月7日まで行う。12月11日に母港のカリフォルニア州サンディエゴに到着した。
ハルゼーは12月13日に第7駆逐戦隊の第71駆逐艦部隊に配属され、12月15日から18日にかけて行われた海軍長官のためのデモンストレーションに参加した。1964年1月15日から2月14日まで兵器の運用試験を行い、2月10日には太平洋ミサイル実験海域で初のミサイル発射を行った。
就役初年度にハルゼーは火器管制システムと戦闘情報センターの機能を戦闘士官の指揮下に統合、また船体部分と通信管制施設を分離して運用するというユニークなシステムの実験を行った。
1966年にハルゼーは太平洋艦隊第7駆逐戦隊の第71駆逐艦部隊に配属された。7月2日にフィリピンのスービック海軍基地に向けてサンディエゴを出航した。8月まで南シナ海で航空救難任務および対潜水艦作戦に従事し、この期間にトンキン湾での二度の航海で16名のパイロットを救出した。ハルゼーは12月5日に横須賀を出航し、サンディエゴには12月21日到着した。
1967年の前半は西海岸沖での巡航訓練で費やされた。4月10日、ハルゼーはサンディエゴを出航し、サンフランシスコ海軍造船所でオーバーホールを8月まで行う。9月になると再び性能試験に従事した。
ハルゼーは1994年1月28日に退役し、2003年にスクラップとして廃棄された。